# Caprorhinus donskoffi
Caprorhinus donskoffi är en insektsart som beskrevs av Wintrebert 1972. Caprorhinus donskoffi ingår i släktet Caprorhinus och familjen Pyrgomorphidae. Inga underarter finns listade i Catalogue of Life.